# 陈安羽
陈安羽（1922年3月12日—2015年1月7日），原名陈安裕，男，汉族，浙江定海人。中国共产党党员，中华人民共和国政治人物。

## 生平
陈安羽早年加入新四军，担任中共南通市工委书记。
1949年，先后任中共余姚县委书记、中共浙江省委副秘书长兼办公厅主任。1975年后出任浙江省革委会副主任。1979年再次回杭州任职，1981年出任中共杭州市委第一书记。
1983年，当选浙江省人大常委会主任。
2015年1月7日16时55分逝世，享年92岁。

## 家庭
- 妻子：丁菲，定海人，曾任浙江日报社副总编，兄弟是丁公量[4]。